# ماساکی کیوموتو
ماساکی کیوموتو (به ژاپنی: 京本 政樹 Kyōmoto Masaki)؛ زادهٔ ۲۱ ژانویهٔ ۱۹۵۹) موسیقی‌دان اهل ژاپن است. وی از سال ۱۹۷۹ میلادی تاکنون مشغول فعالیت بوده‌است.
از فیلم‌ها یا برنامه‌های تلویزیونی که وی در آن نقش داشته‌است می‌توان به افسانه هشت سامورایی اشاره کرد.